# Koser (Schorgast)
Die Koser, auch Koserbach genannt, ist ein etwa 41⁄2 km langer rechter Nebenfluss der Schorgast im Frankenwald. Zusammen mit dem Gesamtstrang seines längeren linken Oberlaufs Großer Koserbach ist er sogar 14 km lang.

## Name
Der Fluss wurde im Jahr 1318 (Kosser) erstmals schriftlich erwähnt. Der Name ist vermutlich slawischen Ursprungs und könnte sich von den Wörtern kos für 'Amsel', kosa für 'Ziege' oder auch kosor für 'Sichel' ableiten.

## Geographie

### Verlauf
Die Koser entsteht bei Kupferberg-Schmölz aus dem Zusammenfluss der Quellflüsse Kleiner Koserbach und Großer Koserbach. Der Große Koserbach wird mitunter als Oberlauf der Koser behandelt. Nach generell südwärts gerichtetem Lauf mündet die Koser bei Wirsberg in die dort annähernd gleich große Schorgast.

### Zuflüsse
- Großer Koserbach, linker Oberlauf von Nordnordosten auf 444 m ü. NHN, ca. 8,3 km und ca. 19,3 km²
- Kleiner Koserbach, rechter Oberlauf von Norden auf 444 m ü. NHN, ca. 4,8 km und ca. 11,2 km²
- Hofbach, von rechts auf 408 m ü. NHN bei Wirsberg-Adlerhütte, ca. 2,5 km[1] und ca. 2,4 km²[1]

### Flusssystem Schorgast
- Fließgewässer im Flusssystem Schorgast